# Asta Nielsen
Asta Nielsen (Vesterbro, 11 de Setembro de 1881 — Frederiksberg, 24 de Maio de 1972) foi uma atriz dinamarquesa de filmes mudos, uma das protagonistas mais populares da década de 1910 e uma das primeiras estrelas de cinema internacionais. Também é creditada por transformar a atuação cinematográfica da teatralidade aberta para um estilo naturalista mais sutil.
Setenta dos 74 filmes de Nielsen foram produzidos na Alemanha, onde ela era conhecida simplesmente como "Die Asta" (A Asta). Notável por seus grandes olhos escuros e aparência de menino, Nielsen era na maioria das vezes retratada como mulher apaixonada e voluntariosa, cuja vida é levada a consequências trágicas. Devido à natureza erótica de suas performances, os filmes de Nielsen foram censurados nos Estados Unidos e seu trabalho permaneceu relativamente obscuro.
Fundou seu próprio estúdio em Berlim durante os anos 1920, mas voltou para a Dinamarca em 1937, após a ascensão do nazismo na Alemanha.
Ao final da vida afastou-se da celebridade, desenvolvendo atividades de escritora e artista plástica.

## Assistência a judeus durante a Segunda Guerra
Durante a Segunda Guerra Mundial, Nielsen forneceu dinheiro para Allan O. Hagedorff, um jovem dinamarquês que vivia na Alemanha, para ajudar os judeus. Usando o dinheiro fornecido por Nielsen, Hagedorff enviou tantos pacotes de comida para o campo de concentração de Theresienstadt que foi notado pela Gestapo. Entre vários outros, Victor Klemperer, o diarista e filólogo, recebeu uma oferta de ajuda financeira de Hagedorff.

## Poemas em sua homenagem
O poeta belga Paul van Ostaijen incluiu o poema expressionista "Asta Nielsen", uma homenagem à sensualidade de Nielsen, em sua coleção de 1921 Bezette Stad (Cidade Ocupada).
Joachim Ringelnatz, que era um convidado frequente na casa de Nielsen, escreveu os poemas "Über Asta Nielsen" ("Sobre Asta Nielsen" para sua coleção Reisebriefe eines Artisten de 1928) e "Asta Nielsen weiht einen Pokal" em 1929l.